# Mistrovství České republiky v atletice 2003
34. Mistrovství České republiky mužů a žen v atletice 2003 se uskutečnilo ve dnech 11.–13. července 2003 v Olomouci.

## Medailisté

### Muži
| Soutěž                                   | Zlato                                                         | Stříbro                                                           | Bronz                                                       |
| 100 m                                    | Jiří Vojtík 10,38                                             | Milan Novotný 10,50                                               | Rostislav Šulc 10,56                                        |
| 200 m                                    | Jiří Vojtík 21.23                                             | Jan Mazanec 21,34                                                 | Rostislav Šulc 21.43                                        |
| 400 m                                    | Václav Bláha 46.46                                            | Filip Klvaňa 47.42                                                | Jan Hanzl 48.19                                             |
| 800 m                                    | Roman Oravec 1:53.97                                          | Michal Šneberger 1:54.99                                          | Lukáš Musil 1:55.36                                         |
| 1500 m                                   | Petr Mlateček 3:53.32                                         | Petr Hubáček 3:53.63                                              | Karel Váňa 3:54.00                                          |
| 5000 m                                   | Michael Nejedlý 14:13.27                                      | Tomáš Krutský 14:14.21                                            | David Gerych 14:36.07                                       |
| 10 000 m                                 | Jan Bláha 30:45.26                                            | Michal Šmíd 30:51,22                                              | Aleš Drahoňovský 30:51.08                                   |
| 110 m př.                                | Stanislav Sajdok 13.97                                        | Jan Čech 13.98                                                    | Michal Krejčí 14,30                                         |
| 400 m př.                                | Štěpán Tesařík 49.49                                          | Jindřich Šimánek 50.54                                            | Ondřej Daněk 51,03                                          |
| 3000 m př.                               | Michael Nejedlý 8:42.33                                       | David Gerych 8:45.48                                              | František Zouhar 8:59.63                                    |
| 4 × 100 m                                | Tomáš Zumr Stanislav Sajdok Jiří Kmínek Martin Břeň 41.80     | Jaroslav Pospíšil Pavel Šrom Jiří Opravil Lukáš Janoštík 42.07    | Karel Kolečko Michal Šída Rostislav Šulc Ondřej Benda 42.11 |
| 4 × 400 m                                | Petr Šarapatka Petr Habásko Michal Bláha Václav Bláha 3:09.74 | Štěpán Tesařík Jindřich Šimánek Libor Hykeš , Jiří Kmínek 3:11.63 | Richard Synek Josef Šrámek David Bauer Jan Mazanec 3:13.52  |
| Skok do výšky                            | Jaroslav Bába 2,27 m                                          | Jan Janků 2,23 m                                                  | Tomáš Janků 2,19 m                                          |
| Skok o tyči                              | Adam Ptáček 5,60 m                                            | Martin Kysela 5,50 m                                              | Aleš Hončl 5,20 m                                           |
| Skok daleký                              | Petr Hnízdil 7,66 m                                           | Štěpán Wagner 7,57 m                                              | Zbyněk Hnízdil 7,54 m                                       |
| Trojskok                                 | Petr Hnízdil 16.06 m                                          | Miron Mutyaba 15.78 m                                             | Jan Marcis 15.62 m                                          |
| Vrh koulí                                | Petr Stehlík 20.33 m                                          | Antonín Žalský 18.74 m                                            | Arnošt Holovský 18,10 m                                     |
| Hod diskem                               | Libor Malina 61.11 m                                          | Antonín Žalský 55.41 m                                            | Tomáš Jirásek 54.51 m                                       |
| Hod kladivem                             | Lukáš Melich 74,72 m                                          | Vladimír Maška 74,15 m                                            | Pavel Sedláček 71,11 m                                      |
| Hod oštěpem                              | Miroslav Guzdek 75.65 m                                       | Michal Šafář 74.45 m                                              | Petr Bělunek 71.70 m                                        |
| Desetiboj Stará Boleslav 14.–15. 6. 2003 | Vít Zákoucký 7133 bodů                                        | Milan Kohout 7058 bodů                                            | Aleš Pastrňák 6951 bodů                                     |
| 20 km chůze Poděbrady 5.5.2003           | Miloš Holuša 1:26:19                                          | Jiří Malysa 1:27:27                                               | Pavel Svoboda 1:28:55                                       |

### Ženy
| Soutěž                                  | Zlato                                                                    | Stříbro                                                                | Bronz                                                                       |
| 100 m                                   | Tereza Košková 11,73                                                     | Hana Benešová 11,76                                                    | Pavlína Dlouhá 11,97                                                        |
| 200 m                                   | Hana Benešová 24,08                                                      | Lenka Ostravská 24,32                                                  | Tereza Košková 24,56                                                        |
| 400 m                                   | Eva Follnerová 54.34                                                     | Jitka Bartoničková 54.93                                               | Jitka Burianová 55.31                                                       |
| 800 m                                   | Petra Lochmanová 2:06.70                                                 | Veronika Mráčková 2:06.93                                              | Lenka Kalábová 2:07.07                                                      |
| 1500 m                                  | Andrea Šuldesová 4:14.57                                                 | Renata Hoppová 4:20.88                                                 | Lucie Müllerová 4:26.04                                                     |
| 5000 m                                  | Michaela Mannová 15:54.10                                                | Petra Kamínková 16:03.98                                               | Lenka Švaňhalová 16:14.74                                                   |
| 10 000 m                                | Petra Kamínková 33:58,20                                                 | Alena Peterková 35:12.64                                               | Irena Šádková 35:36.22                                                      |
| 100 m př.                               | Lucie Martincová 13,22                                                   | Petra Seidlová 13.62                                                   | Lenka Ostravská 13.78                                                       |
| 400 m př.                               | Lucie Sichertová 59.44                                                   | Ivana Sekyrová 1:00.74                                                 | Lucie Jašová 1:01.36                                                        |
| 3000 m př.                              | Jana Biolková 9:49.40                                                    | Barbora Kuncová 10:22.05                                               | Anna Báčová 11:02.87                                                        |
| 4 × 100 m                               | Tereza Košková Petra Seidlová Lucie Komrsková Hana Benešová 46.93        | Ester Tschiedelová Lenka Ostravská Zuzana Bičíková Jana Korešová 47.92 | Natálie Fričová Kateřina Čelišová Dana Eismanová Jana Šmídová 47.94         |
| 4 × 400 m                               | Lenka Masná Lucie Sichertová Tereza Nozarová Barbara Szlendaková 3:46.58 | Marie Burešová Eva Šebrlová Ivana Sekyrová Lucie Fišerová 3:47.05      | Ester Tschiedelová Lucie Komrsková Lenka Ostravská Martina Morawska 3:47.14 |
| Skok do výšky                           | Zuzana Hlavoňová 1,92 m                                                  | Iva Straková 1,88 m                                                    | Barbora Laláková 1,84 m                                                     |
| Skok o tyči                             | Pavla Hamáčková 4,55 m                                                   | Michaela Boulová 4,10 m                                                | Kateřina Baďurová 4,00 m                                                    |
| Skok daleký                             | Lucie Komrsková 6,34 m                                                   | Zuzana Bičíková 6,17 m                                                 | Barbara Szlendaková 6,13 m                                                  |
| Trojskok                                | Martina Darmovzalová 12.73 m                                             | Kateřina Hrabalová 12.66 m                                             | Gabriela Donátová 12,64 m                                                   |
| Vrh koulí                               | Jana Kárníková 15,10 m                                                   | Jitka Svatošová 14,18 m                                                | Lenka Ledvinová 14,03 m                                                     |
| Hod diskem                              | Věra Pospíšilová 65.86 m                                                 | Vladimíra Racková 59.17 m                                              | Jana Kárníková 46.80 m                                                      |
| Hod kladivem                            | Lucie Vrbenská 67.86 m                                                   | Lenka Tomaštíková 56.69 m                                              | Lenka Ledvinová 53.86 m                                                     |
| Hod oštěpem                             | Barbora Špotáková 52,20 m                                                | Michaela Jačková 47,54 m                                               | Helena Brejchová 45,88 m                                                    |
| Sedmiboj Stará Boleslav 14.–15. 6. 2003 | Jana Klečková 5601 bodů                                                  | Barbara Szlendaková 5303 bodů                                          | Petra Šindelářová 4946 bodů                                                 |
| 20 km chůze Poděbrady 5.5.2003          | Barbora Dibelková 1:39:46                                                | Monika Choděrová 1:41:03                                               | Hana Herberová 1:54:14                                                      |